# استفانی مک‌لین
استفانی مک‌لین (انگلیسی: Stephanie McLean) مانکن بریتانیایی است.